# Lörrach
Lörrach è una città della Germania sud-occidentale, capoluogo del circondario omonimo del Baden-Württemberg, nella valle formata dal fiume Wiese e vicino ai confini francese e svizzero (Basilea). La celebre industria dolciaria Milka è la maggiore fabbrica della città.

## Storia
Nel corso del Novecento ha incorporato il territorio dei seguenti comuni soppressi: Stetten, Tumringen, Tüllingen, Haagen, Brombach e Hauingen.

### Simboli
Il simbolo è stato scelto dai cittadini di Lörrach nel 1682: è raffigurata un'allodola (in tedesco Lerche) che ha assonanza con il nome del comune. È documentato per la prima volta nello statuto cittadino del 1756 concesso dal conte Carlo Federico di Baden. Gli smalti rosso e oro riprendono i colori dello stemma del Baden. Col passare del tempo l'emblema civico ha subito modifiche nella forma e nelle dimensioni dell'allodola ed è stato ridisegnato in forma stilizzata da GHaller nel 1965 e approvato definitivamente dal ministro degli interni del Baden-Württemberg l'11 novembre 1975 insieme alla bandiera rosso-giallo-rossa della città.

## Amministrazione

### Gemellaggi
- Sens
- Chester
- Senigallia